# Natação no Campeonato Mundial de Esportes Aquáticos de 2013 - 4x100 m medley masculino

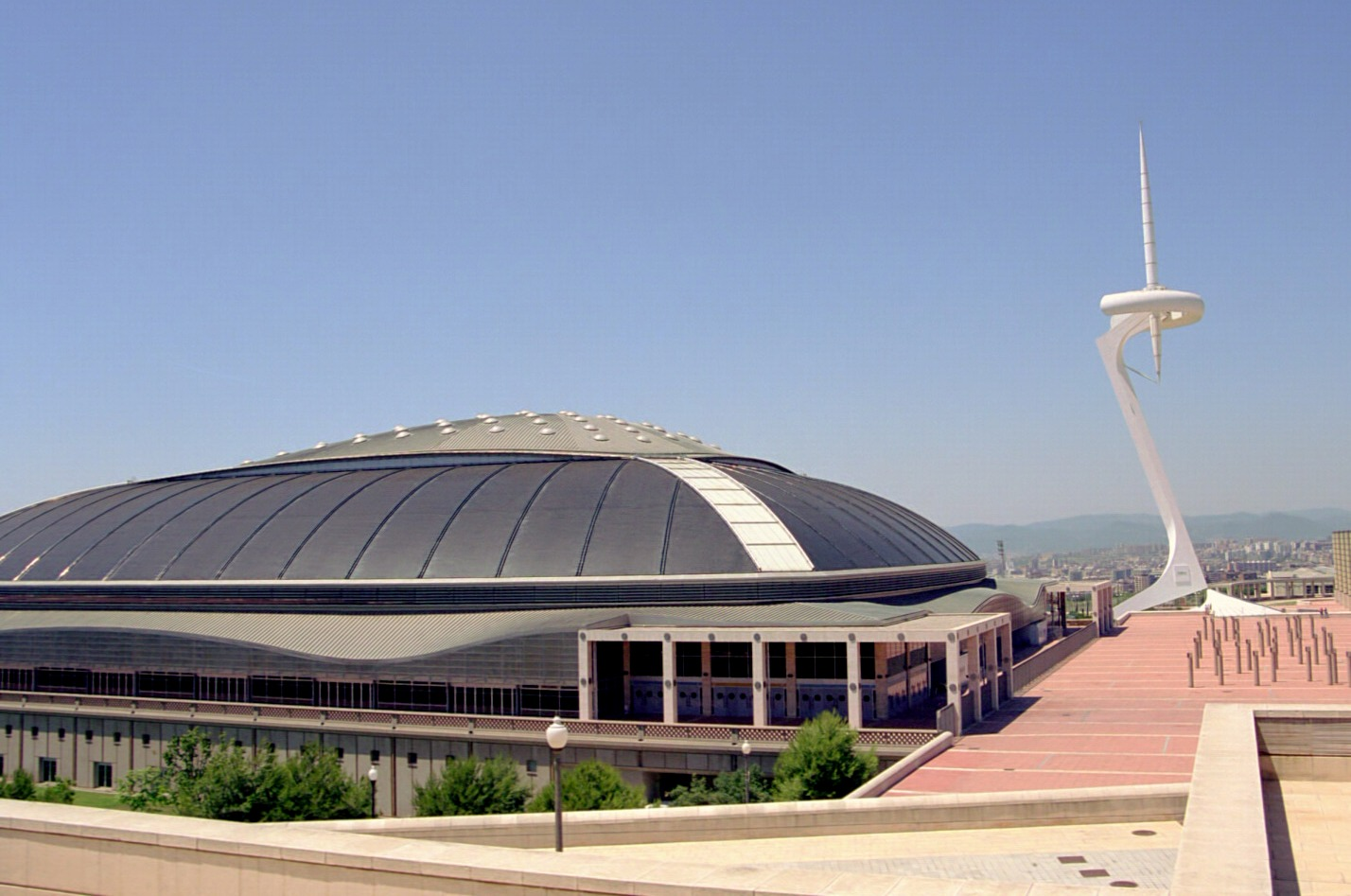
Palau Sant Jordi em Barcelona

A prova do revezamento 4x100 metros medley masculino da natação no Campeonato Mundial de Esportes Aquáticos de 2013 ocorreu no dia 4 de agosto no Palau Sant Jordi  em Barcelona. 

## Recordes
Antes desta competição, os recordes mundiais e do campeonato nesta prova eram os seguintes:
| Tipo                  | Atleta         | Tempo   | Local | Data                |
| --------------------- | -------------- | ------- | ----- | ------------------- |
|                       | Estados Unidos | 3:27.28 | Roma  | 2 de agosto de 2009 |
| Recorde do campeonato | Estados Unidos | 3:27.28 | Roma  | 2 de agosto de 2009 |

## Medalhistas
| Ouro                                                                               | Prata                                                                                 | Bronze                                                                 |
| França · Camille Lacourt · Giacomo Perez d'Ortona · Jérémy Stravius · Fabien Gilot | Austrália · Ashley Delaney · Christian Sprenger · Tommaso D'Orsogna · James Magnussen | Japão · Ryosuke Irie · Kosuke Kitajima · Takuro Fujii · Shinri Shioura |

## Resultados

### Eliminatórias
Esses foram os resultados das eliminatórias.
| Pos. | Bateria | Raia | Nadadores                                                                                                  | Nacionalidade  | Tempo   | Notas            |
| ---- | ------- | ---- | --- | -------------- | ------- | ---------------- |
| 1    | 3       | 4    | David Plummer (53.22) Nicolas Fink (1:00.17) Eugene Godsoe (51.59) Jimmy Feigen (47.74)                    | Estados Unidos | 3:32.72 | Q                |
| 2    | 3       | 5    | Ashley Delaney (53.85) Christian Sprenger (59.17) Kenneth To (52.37) Cameron McEvoy (47.85)                | Austrália      | 3:33.64 | Q                |
| 2    | 3       | 6    | Vladimir Morozov (54.67) Kirill Strelnikov (59.84) Nikolay Skvortsov (51.43) Nikita Lobintsev (47.70)      | Rússia         | 3:33.64 | Q                |
| 4    | 2       | 3    | Camille Lacourt (54.02) Giacomo Perez d'Ortona (59.95) Jérémy Stravius (51.96) Fabien Gilot (48.11)        | França         | 3:34.04 | Q                |
| 5    | 2       | 4    | Ryosuke Irie (53.67) Kosuke Kitajima (1:00.10) Takuro Fujii (52.18) Shinri Shioura (48.30)                 | Japão          | 3:34.25 | Q                |
| 6    | 1       | 6    | Mirco di Tora (54.99) Fabio Scozzoli (59.63) Matteo Rivolta (51.60) Marco Orsi (48.07)                     | Itália         | 3:34.29 | Q                |
| 7    | 2       | 5    | László Cseh (54.19) Dániel Gyurta (59.50) Bence Pulai (52.12) Krisztián Takács (48.83)                     | Hungria        | 3:34.64 | Q                |
| 8    | 1       | 5    | Felix Wolf (55.12) Hendrik Feldwehr (59.56) Steffen Deibler (51.58) Dimitri Colupaev (48.65)               | Alemanha       | 3:34.91 | Q                |
| 9    | 1       | 4    | Chris Walker-Hebborn (54.33) Ross Murdoch (1:00.13) Michael Rock (52.32) Adam Brown (48.45)                | Reino Unido    | 3:35.23 |                  |
| 10   | 1       | 3    | Xu Jiayu (53.69) Gu Biaorong (1:00.92) Wu Peng (52.31) Lü Zhiwu (49.03)                                    | China          | 3:35.95 |                  |
| 11   | 2       | 6    | Darren Murray (55.17) Cameron van der Burgh (1:00.47) Chad le Clos (51.88) Leith Shankland (48.70)         | África do Sul  | 3:36.22 |                  |
| 12   | 3       | 2    | Leonardo de Deus (54.96) Felipe Lima (59.32) Nicholas Santos (53.70) Marcelo Chierighini (48.33)           | Brasil         | 3:36.31 |                  |
| 13   | 2       | 1    | Danas Rapšys (55.57) Giedrius Titenis (59.44) Tadas Duškinas (52.95) Mindaugas Sadauskas (48.76)           | Lituânia       | 3:36.72 |                  |
| 14   | 3       | 3    | Gareth Kean (54.08) Glenn Snyders (59.19) Shaun Burnett (55.20) Matthew Stanley (49.23)                    | Nova Zelândia  | 3:37.70 |                  |
| 15   | 3       | 7    | Charles Francis (55.21) Richard Funk (1:00.88) Coleman Allen (52.04) Luke Peddie (50.63))                  | Canadá         | 3:38.76 |                  |
| 16   | 1       | 2    | Jonatan Kopelev (54.91) Imri Ganiel (1:01.72) Yakov-Yan Toumarkin (53.61) Nimrod Shapira Bar-Or (49.07)    | Israel         | 3:39.31 |                  |
| 17   | 2       | 7    | Pavel Sankovich (55.85) Viktar Vabishchevich (1:02.03) Yauhen Tsurkin (51.74) Ihar Boki (51.13)            | Bielorrússia   | 3:40.75 |                  |
| 18   | 1       | 7    | Martin Baďura (55.93) Petr Bartůněk (1:02.24) Martin Žikmund (54.64) Martin Verner (48.68)                 | Chéquia        | 3:41.49 |                  |
| 19   | 2       | 8    | Guven Duvan (56.95) Demir Atasoy (1:01.15) İskender Baslakov (55.35) Doğa Çelik (50.26)                    | Turquia        | 3:43.71 |                  |
| 20   | 3       | 8    | Shin Hee-Woong (55.96) Choi Kyu-Woong (1:01.95) Chang Gyu-Cheol (53.79) Yang Jung-Doo (52.38)              | Coreia do Sul  | 3:44.08 |                  |
| 21   | 1       | 1    | Ezequiel Trujillo (58.25) David Oliver Mercado (1:02.16) Ramiro Ramírez (55.30) Alejandro Escudero (49.68) | México         | 3:45.39 |                  |
| 22   | 3       | 1    | Mohamed Khaled (56.81) Mohamed Gadallah (1:05.08) Marwan Adel (54.00) Marwan Ismail (50.42)                | Egito          | 3:46.31 | Recorde nacional |
| 23   | 2       | 2    | Radosław Kawęcki (54.20) Dawid Szulich (1:00.21) Paweł Korzeniowski Konrad Czerniak                        | Polónia        | 99.99   | DSQ              |

### Final
Esse foi o resultado da final.
| Pos.              | Raia | Nadadores                                                                                             | Nacionalidade  | Tempo   | Notas |
| ----------------- | ---- | --- | -------------- | ------- | ----- |
| Medalha de ouro   | 6    | Camille Lacourt (53.23) Giacomo Perez d'Ortona (59.56) Jérémy Stravius (51.33) Fabien Gilot (47.39)   | França         | 3:31.51 |       |
| Medalha de prata  | 5    | Ashley Delaney (53.55) Christian Sprenger (58.47) Tommaso D'Orsogna (52.34) James Magnussen (47.28)   | Austrália      | 3:31.64 |       |
| Medalha de bronze | 2    | Ryosuke Irie (53.48) Kosuke Kitajima (59.29) Takuro Fujii (51.67) Shinri Shioura (47.82)              | Japão          | 3:32.26 |       |
| 4                 | 3    | Vladimir Morozov (53.99) Kirill Strelnikov (59.24) Yevgeny Korotyshkin (51.48) Andrey Grechin (48.03) | Rússia         | 3:32.74 |       |
| 5                 | 8    | Felix Wolf (55.04) Hendrik Feldwehr (58.94) Philip Heintz (51.90) Steffen Deibler (48.09)             | Alemanha       | 3:33.97 |       |
| 6                 | 7    | Mirco di Tora (55.03) Fabio Scozzoli (58.79) Matteo Rivolta (51.87) Marco Orsi (48.37)                | Itália         | 3:34.06 |       |
| 7                 | 1    | László Cseh (54.07) Dániel Gyurta (59.14) Bence Pulai (52.06) Krisztián Takács (48.82)                | Hungria        | 3:34.09 |       |
| 8                 | 4    | Matt Grevers (53.02) Kevin Cordes (DQ) Ryan Lochte (51.01) Nathan Adrian (46.69)                      | Estados Unidos | 99.99   | DSQ   |

Legenda
| Recorde mundial       | Recorde mundial (World record)               |                       | Recorde africano                      | Recorde africano (African) |                                           | Q | Classificado por posição (Qualified) |
| Recorde do campeonato | Recorde do campeonato (Championship record)  | Recorde da América    | Recorde da América (Americas)         | q                          | Classificado por melhor tempo (Qualified) |   |                                      |
| Melhor marca do ano   | Melhor marca do ano (World leading)          | Recorde asiático      | Recorde asiático (Asian)              | DNS                        | Não largou (Did not start)                |   |                                      |
| Recorde nacional      | Recorde nacional (National record)           | Recorde europeu       | Recorde europeu (European)            | DNF                        | Não terminou (Did not finish)             |   |                                      |
| Recorde pessoal       | Recorde pessoal do atleta (Personal best)    | Recorde da Oceania    | Recorde da Oceania (Oceania)          | DSQ / DQ                   | Desclassificado (Disqualified)            |   |                                      |
| Recorde da temporada  | Recorde da temporada do atleta (Season best) | Recorde sul-americano | Recorde sul-americano (South America) | NM                         | Sem marca (No mark)                       |   |                                      |